# Phago boulengeri
Phago boulengeri är en fiskart som beskrevs av Schilthuis, 1891. Phago boulengeri ingår i släktet Phago och familjen Distichodontidae. IUCN kategoriserar arten globalt som livskraftig. Inga underarter finns listade i Catalogue of Life.